# Pandemic Studios
Pandemic Studios era una desarrolladora de videojuegos con oficinas en Los Ángeles, California. El estudio es conocido por incluir entornos versátiles, flexibles y destructibles. La empresa cerró sus puertas el 2009.

## Historia
La empresa Pandemic Studios fue fundada por Josh Resnick, presidente de la compañía y su director general Andrew Goldman, ambos extrabajadores de Activision. Pandemic Studios fue fundada con una inversión de capital de Activision en 1998. Los videojuegos Battlezone II y Dark Reign 2 son secuelas de juegos de Activision.
Pandemic inició con una fuerte suma de dinero gracias a Activision y posteriormente en el año 2000, fundó un estudio satélite en Birsbane, Fortitude Valley, Australia, para poder abarcar más cantidad de trabajo. El primer proyecto fue Army Men RTS, un juego de videoconsola de estrategia en tiempo real que utiliza el motor de Dark Reign 2. Este estudio más tarde desarrollaría Destroy All Humans!. 
En 2003, el estudio de Los Ángeles se trasladó desde su ubicación en la fundación de Santa Mónica a un edificio de gran altura en Westwood. 
En noviembre de 2005, se anunció que Pandemic y BioWare se unirían, sin embargo, ambas compañías mantendrán sus marcas e identidades respectivas. 
El 11 de octubre de 2007, se anunció que VG Holding Corp, la empresa dueña de BioWare y Pandemic Studios, integrarían a Electronic Arts a partir de enero del 2008, sujeto a la aprobación de la FTC. 
En febrero de 2009, su oficina en Brisbane, Australia fue cerrada.
Cayó en bancarrota en diciembre de 2009. Su último juego fue The Saboteur para PlayStation 3, Xbox 360 y PC.

## Equipos
Existieron varios equipos de desarrollo dentro de Pandemic: 
- Equipo de Full Spectrum Warrior, responsable del juego original, así como su secuela, Full Spectrum Warrior: Ten Hammers.
- Equipo de Star Wars , que desarrolló la Guerra de las Galaxias (Star Wars): la serie Battlefront.
- Equipo de Mercenaries, desarrolló Mercenaries 2: World in Flames, que fue lanzado el 31 de agosto de 2008, publicado por EA.
- Equipo de Saboteur, desarrolló el videojuego que relata las aventuras de un combatiente de la resistencia francesa durante la Segunda Guerra Mundial.

## Proyectos cancelados
Pandemic Studios estaba trabajando en muchos proyectos, incluyendo los proyectos B y Q, un videojuego de Batman 2:El Caballero de la Noche, y The Next Big Thing (un juego de Wii episódico) y la tercera entrega de la saga Mercenaries Con El Nombre clave De No Limits, cuando cerró su sucursal. Todos los juegos que tenía en producción fueron cancelados.

## Juegos

### Juegos completos
- Battlezone II (1999)
- Dark Reign 2 (2000)
- Triple Play 2002 (2002)
- Army Men RTS (2002)
- Star Wars: The Clone Wars (2002)
- Full Spectrum Warrior (2004)
- Star Wars: Battlefront (2004)
- Star Wars: Battlefront II (2005)
- Mercenaries: Playground of Destruction (2005)
- Destroy All Humans! (2005)
- Destroy All Humans! 2 (2006)
- Mercenaries 2: World in Flames (2008)
- El Señor de los Anillos: Conquest (2009)
- The Saboteur (2009)

### Juegos cancelados
Pandemic en la actualidad tiene tres juegos cancelados debido principalmente al cierre de su estudio en Brisbane en el que se anunció el juego The Dark Knight, y dos juegos sin previo aviso, el proyecto B y Q, estaban en desarrollo en el momento del cierre. Los listados de los proyectos B y Q desaparecieron de la web oficial de Pandemic, en el día del cierre de la Productora de Brisbane.